# Ptolemaios (König von Theben)
Ptolemaios (griechisch Πτολεμαῖος Ptolemaíos), der Sohn des Damasichthon, ist in der griechischen Mythologie der Vater des Xanthos.
Er wurde nach seinem Vater König von Theben und sein Sohn Xanthos war sein Nachfolger. Über seine Regierungszeit ist nichts Weiteres bekannt.